# Erez Vigodman
Erez Vigodman (* 1959) ist ein israelischer Manager. 

## Leben
Vigodman graduierte 1987 von der Universität Tel Aviv. Anschließend war er Rechnungsprüfer bei Somekh-Chaikin (KPMG). Von 1998 bis 2001 war er CEO von Elite, danach bis 2009 von der Strauss Group. In seiner Amtszeit fusionierte er Strauss und Elite.
Vom 1. Januar 2010 bis 2014 stand er dem Pflanzenschutzmittel-Generikahersteller Makhteshim Agan vor. In diese Zeit fiel die Übernahme durch ChemChina und die Umbenennung in „Adama“.
Vom Februar 2014 bis zum Februar 2017 war er Chef des weltgrößten Generika-Pharmaherstellers Teva Pharmaceutical Industries.